# La Famille (film, 1971)
Pour les articles homonymes, voir La Famille.
Pour plus de détails, voir Fiche technique et Distribution.
La Famille est un film français réalisé par Yvan Lagrange, sorti en 1971.

## Fiche technique
- Titre français : La Famille
- Réalisation : Yvan Lagrange
- Scénario : Yvan Lagrange
- Photographie : Yves Lafaye et Bob Swaim
- Production : Yvan Lagrange
- Pays d'origine :  France
- Date de sortie : 21 mars 1971 en France

## Distribution
- Dorothée Blanck
- Michel Boulanger
- Ghislain Cloquet
- Pierre Clémenti
- Bernadette Lafont